# Erich Oesterheld
Wilhelm Erich Oesterheld (geboren 6. Januar 1884 in Berlin; gestorben 8. November 1920 ebenda) war ein deutscher Verleger und Publizist.

## Leben
Erich Oesterheld wurde als Sohn eines Gastwirtes in Berlin geboren. Er besuchte ein Progymnasium. Da die Eltern kein Geld für ein Gymnasium hatten, absolvierte er ab 1901 ein Buchhändlerlehre. Ab 1904 war er als Gehilfe in zwei weiteren Buchhandlungen tätig.
1906 gründete Erich Oesterheld mit seinem Freund Siegbert Cohn den Verlag Oesterheld & Co. Dieser entwickelte sich bald zu einem der wichtigsten Theaterverlage in Deutschland.
Am 8. November 1920 starb er im Alter von 37 Jahren plötzlich an einem Herzschlag.

## Publizistisches Werk
Erich Oesterheld verfasste die Theaterstücke Traumspiele (1905) und Die einsamen Brüder (1914). Außerdem übersetzte er mehrere Texte aus dem Französischen, darunter Die Blumen des Bösen von Charles Baudelaire. Er gab des Weiteren ein Drama von Friedrich II. und  Jacob Michael Lenz heraus und schrieb Artikel zu verschiedenen Themen, zum Beispiel in Die Aktion.